# Fudbalski Klub Radnički Niš
El FK Radnički Niš és un club de futbol serbi de la ciutat de Niš.
El club va ser fundat l'any 1923 i antigament era anomenat 14 Oktobar.

## Palmarès
- 1 Copa Balcànica de clubs: 1975[2]